# Christoph Dohna-Schlodien

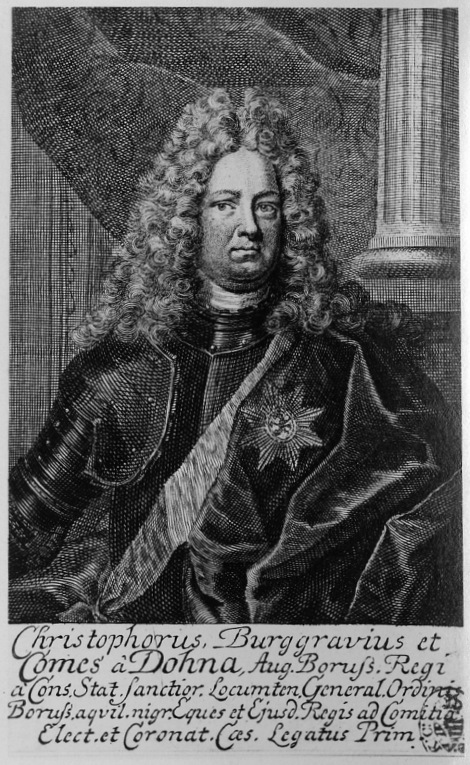
Christoph Dohna-Schlodien

Christoph, hrabia von Donha-Schlodien (ur. 1665, zm. 1733) – oficer i dyplomata w służbie Brandenburgii-Prus.
W latach 1711–1712 był pruskim wysłannikiem na sejm Świętego Cesarstwa Rzymskiego we Frankfurcie nad Menem.
Jego starszymi braćmi byli Johann Friedrich von Dohna-Ferrassières i Alexander von Dohna-Schlobitten.

### Literatura
- Genealogisches Handbuch der Gräflichen Häuser, X (1981)
- Grieser, Denkwürdigkeiten